# VfL Günzburg
Der Verein für Leibesübungen 1874 Günzburg, kurz VfL Günzburg, ist ein Sportverein aus der bayerischen Stadt Günzburg. 

## Geschichte
Überregional bekannt wurde der Verein durch seine Handballabteilung. Die erste Männermannschaft feierte in den 1980er Jahren ihre größten Erfolge. Zur Saison 1980/81 stieg die Mannschaft in die 1. Liga auf und belegte am Saisonende den achten Tabellenplatz. In der gleichen Saison kam die von Josip Milković trainierte Mannschaft in das Finale um den DHB-Pokal. Das Hinspiel konnte Günzburg mit 19:15 gewinnen, verlor jedoch das Rückspiel bei TuS Nettelstedt mit 22:17. Da Nettelstedt in der gleichen Spielzeit den Europapokal der Pokalsieger gewann, konnte in der Saison 1981/82 Günzburg am Europapokal der Pokalsieger teilnehmen. Die Mannschaft kam bis in das Halbfinale. Dort traf Günzburg auf SC Empor Rostock. Das Auswärtsspiel wurde mit 17:24 verloren und ein 22:19-Erfolg in eigener Halle reichte nicht zum Weiterkommen.
Am Ende der Saison 1983/84 belegte Günzburg nur den 13. Tabellenplatz und musste als Vorletzter in die 2. Handball-Bundesliga absteigen. In der darauffolgenden Spielzeit gelang nochmals der Aufstieg, dem aber 1985/86 mit dem 12. Tabellenplatz der erneute Abstieg folgte. 
Ab der Saison 2009/10 spielte die erste Männermannschaft des VfL Günzburg in der Bezirksoberliga bis zum Wiederaufstieg in die bayerische Landesliga 2015.
In der Saison 2013/14 spielte die männliche A-Jugend des VfL Günzburg erstmals in der Bundesliga.
Das wurde in den Spielzeiten 2014/15, 2017/18 und 2019/2020 erneut erreicht.
Seit der Saison 2020/21 spielte die erste Männermannschaft der Handballer in der 3. Liga. Aus der 3. Liga stieg der Verein nach der Spielzeit 2021/2022 wieder ab.
Der Gesamtverein hat im Jahr 2017 eine Mitgliederzahl von 1.727, wovon 519 auf die Handballabteilung fallen. Die Heimspielstätte ist die Sporthalle an der Rebaystraße mit einem Fassungsvermögen für 2.500 Zuschauer. Weitere Abteilungen sind Gymnastik, Tischtennis, Badminton, Leichtathletik, Kanu, Tanz und Modellsport.

## Handball

### Erfolge
| - 1982 Halbfinalist Europapokal der Pokalsieger - 1981 DHB-Pokalfinalist - 1980 Aufstieg in die Handball Bundesliga - 1980 Süddeutscher Meister | - 1979 Süddeutscher Vizemeister - 1974 Bayerischer Meister (3. Liga) - 2020 Bayerischer Meister - 2023 Südbayerischer Vizemeister |

### Nachwuchs
- A-Jugend Bundesligist 2013, 2014, 2017, 2018, 2019